# Future (canção de Madonna e Quavo)
"Future" é uma canção gravada pela cantora norte-americana Madonna e pelo rapper compatriota Quavo para o décimo quarto álbum de estúdio de Madonna, Madame X (2019). Escrita pela cantora, Quavo, Starrah, Clement Picard, Maxine Picard e Diplo, enquanto produzida por Madonna e Diplo, "Future" foi lançada pela Interscope Records em 17 de maio de 2019 como o segundo single promocional do álbum. Musicalmente, a faixa foi descrita como uma canção de reggae, hip hop e dancehall, enquanto liricamente aborda olhar para o futuro, celebrar o presente e contemplar o passado.
"Future" recebeu revisões mistas por críticos musicais. Enquanto alguns a saudaram como "agitada" e "alucinante", outros a denunciaram por ser "esquecível", criticando também a colaboração entre Madonna e Quavo. A faixa também teve desempenho comercial moderado, alcançando o décimo-sexto lugar na parada de downloads da França e a quinquagésima colocação na Escócia. A canção foi cantada como parte da apresentação de Madonna no Festival Eurovisão da Canção 2019, e gerou controvérsia, pois foi vista como uma declaração política para o conflito entre Israel e Palestina após apresentar dois dançarinos com as bandeiras dos dois territórios costuradas nas costas de suas roupas. Madonna também apresentou "Future" em sua Madame X Tour (2019—2020) ao piano, com o telão projetando imagens de destruição urbana e ambiental.

## Antecedentes e composição

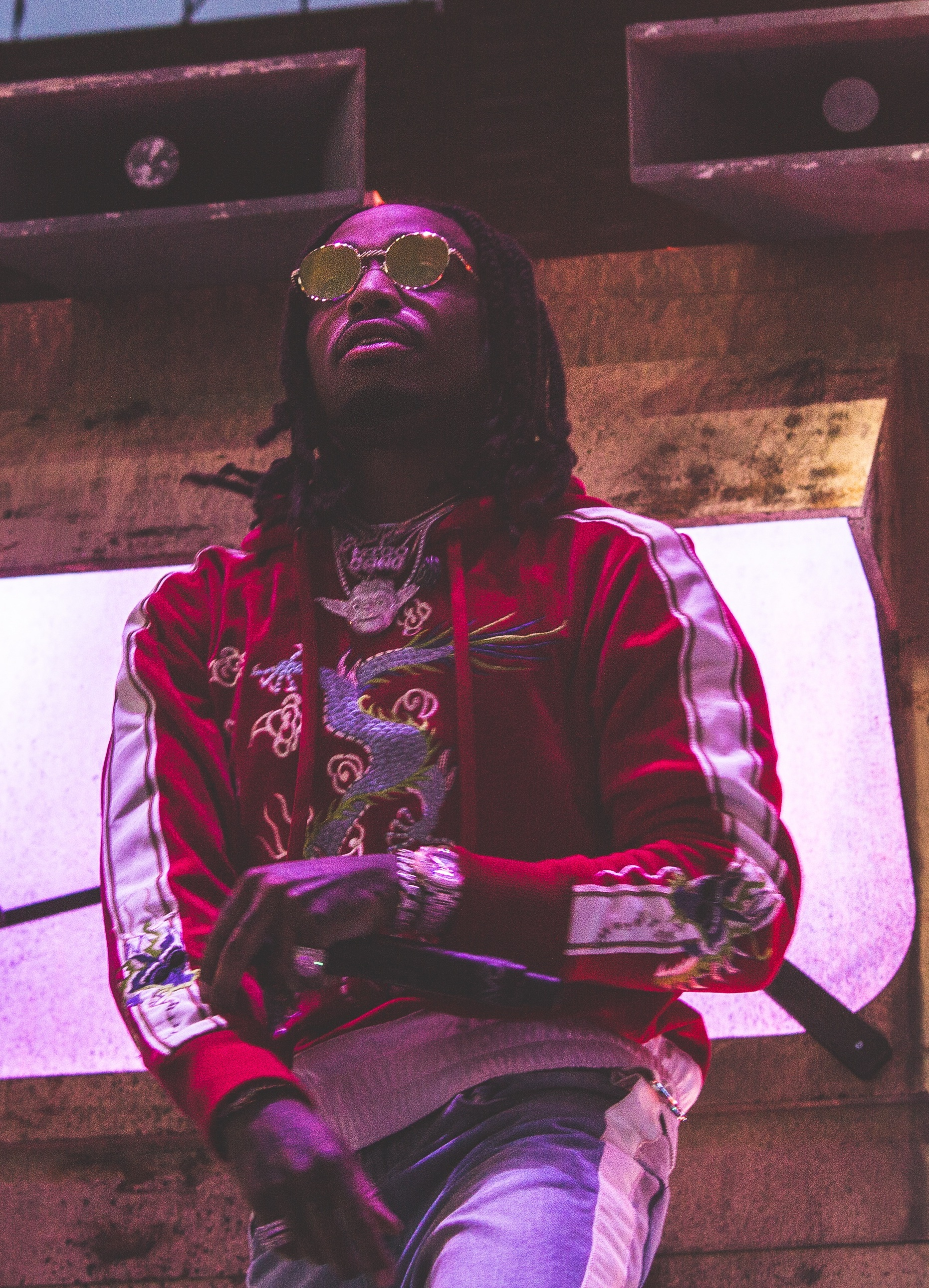
O rapper norte-americano Quavo faz uma participação em "Future".

Em 2017, Madonna se mudou para Lisboa, Portugal, buscando uma escola de futebol para seu filho David, que queria se tornar um jogador de futebol de uma associação profissional. Enquanto morava na cidade, ela começou a conhecer artistas, pintores e músicos, que a convidavam para "sessões de sala de estar". Nessas sessões, eles traziam comida, sentavam-se à mesa e os músicos começavam a tocar instrumentos, cantando fado e samba. Encontrando-se "conectada através da música", a cantora decidiu criar um álbum; "Encontrei minha tribo [em Lisboa] e um mundo mágico de músicos incríveis que reforçaram minha crença de que a música em todo o mundo está realmente totalmente conectada e é a alma do universo". Em 15 de abril de 2019, Madonna revelou como sendo Madame X o título de seu décimo quarto álbum de estúdio. Para o projeto, ela trabalhou com o colaborador de longa data Mirwais Ahmadzaï, que já havia trabalhado em seus álbuns Music (2000), American Life (2003) e Confessions on a Dance Floor (2005), além de Mike Dean, que atuou como produtor em Rebel Heart (2015), e Diplo.
"Future" foi escrita por Madonna, juntamente com Starrah, Clement Picard, Maxine Picard, Quavo e Diplo, enquanto foi produzida por Madonna e Diplo. Musicalmente, foi descrita como uma canção reggae, hip hop, e dancehall. A faixa liricamente é sobre olhar para o futuro, celebrar o presente e contemplar o passado. Madonna começa cantando "Você não está acordado", com vocais trabalhados com Auto-Tune, e com um "inconsciente, mas audível sotaque jamaicano falado por uma pessoa branca". Ela chega ao refrão, onde a artista canta: "Nem todos podem ir para o futuro / Nem todos que estão aqui vão durar", em um tom esperançoso sobre como eliminar qualquer negatividade recente. Quavo então faz uma sequência de rap em que diz: "Minha vida é ouro / Eu uso essas joias / Eu vejo os sinais / Apenas liberte sua mente / Bem-vindo ao futuro, é uma viagem cultural". Perto do final da música, Madonna canta: "Todo mundo tem uma faísca / Seu futuro é brilhante / Não apague as luzes", vista por Jackson Greer da Plugged In como uma fala direta para aqueles que podem lutar com pensamentos suicidas. A canção foi lançada como o segundo single promocional do disco em 17 de maio de 2019, sendo descrita pela artista como "uma música sobre o mundo em que vivemos hoje e o futuro de nossa civilização".

## Análise da crítica
"Future" recebeu revisões mistas por parte dos críticos musicais. Ben Beaumont-Thomas do The Guardian comentou que a canção era a "aposta [de Madonna] para a próxima grande tendência do pop, o reggae roots", chamando-a de "cativante e encorpada". Dan Wootton do The Sun também elogiou a faixa dizendo que era "uma mensagem de esperança após a sombria God Control. Tem uma vibe de uma tarde de domingo no parque, muito do momento". Leah Greenblatt da Entertainment Weekly considerou a faixa como "dancehall agitada", enquanto Alex Kidd da Folha de S.Paulo saudou-a como um "divertido synth-reggae". Ludovic Hunter-Tiley do Financial Times, semelhantemente, a chamou de um "sabor dancehall bem trabalhado". Nick Smith do MusicOMH saudou a canção como "sombria e alucinante", tendo "as impressões digitais de Diplo por toda a parte". Louise Bruton do The Irish Times chamou a canção de "ensolarada chamada por progresso". Enquanto revisava Madame X, Paul Nolan, da Hot Press, também foi positivo, considerando "Future" como um destaque do álbum. Daniel Megarry da revista Gay Times disse que passou a gostar da faixa após um tempo, e complementando que as batidas reggae e as letras otimistas sobre o futuro ajudam a vendê-la. Michael Arceneaux da NBC News considerou a participação de Quavo na canção como "surpreendente". Alfred Soto do City Pages comentou que a faixa "se desenrola como os ouvintes podem esperar", incluindo-a na seleção de faixas "OK para boas" do disco.
Segundo Mike Wass do Idolator, "Future" é "um gosto adquirido", mas que "não deixa de ter seu charme. Para iniciantes, tem uma mensagem importante". Em outra revisão, Wass comentou que a música "não é menos sutil em suas mensagens ou execução", destacando o "uso intenso do autotune de Madonna, que começa a parecer um pouco exagerado quando o álbum entra no caminho de casa". Para Jeremy Helligar da Variety, "clichês superficiais" como a letra da faixa "são uma baixa quando ela deveria estar visando ir mais alto". Kitty Empire do The Observer disse que em "Future", Madonna "brinca de ser Santigold", e criticou a escolha de Quavo como participação devido a cantora "estar de olho nos níveis de calor do hip-hop, em vez da química real". De acordo com Craig Jenkins da revista New York, a canção "questionavelmente junta Quavo e reggae". Chuck Arnold do New York Post expressou uma opinião semelhante, dizendo que a colaboração entre os dois artistas não funcionava, chamando a canção de "estranha" e criticando o uso do Auto-Tune. Rich Juzwiak da Pitchfork disse que "não é tanto que ela esteja incorporando hip-hop que seja o problema (não vamos resolver a apropriação de um álbum de Madonna, especialmente quando esta é desenfreada); é que ela está sendo insincera enquanto ela o faz". Segundo Nicholas Hautman da Us Weekly, a faixa era "de preenchimento" e "esquecível", em sua revisão para Madame X.

## Apresentações ao vivo

### Apresentação no Eurovisão
Em 9 de abril de 2019, foi anunciado pela divisão israelense da Live Nation Entertainment que Madonna se apresentaria no Festival Eurovisão da Canção 2019, adiantando que ela tocaria "duas músicas, incluindo uma nova música de seu próximo álbum". Apesar disso, a performance de Madonna não foi confirmada até o dia anterior à competição. Especula-se que a participação da cantora tenha custado à União Europeia de Radiodifusão mais de um milhão de dólares, pagos pelo empresário israelense-canadense Sylvan Adams. "Future" foi apresentada juntamente com o single "Like a Prayer" (1989) e um excerto da canção "Dark Ballet" em 18 de maio de 2019. A apresentação começou com Madonna no chão, vestindo capa preta e um tapa-olho preto, cantando cercada por dançarinos em máscaras de gás. No final do ato, os dançarinos removeram suas máscaras de gás, deram as mãos e caminharam até o topo do palco, de onde saltaram. Os dois últimos dançarinos que subiram as escadas tinham as bandeiras da bandeira da Palestina e Israel costuradas nas costas de suas roupas. Os cinegrafistas deram um zoom direto nas costas dos dois dançarinos enquanto subiam as escadas, e a apresentação terminou com Madonna e Quavo caindo da escada após Madonna dizer "acorde", com a palavra projetada no telão. Graham Norton disse que houve uma "resposta ligeiramente abafada a Madonna no local" após a apresentação.
A apresentação gerou controvérsia entre a equipe do Eurovisão, pois foi vista como uma declaração política para o conflito entre Israel e Palestina. Imediatamente após o ato, a União Européia de Radiodifusão publicou uma declaração dizendo que "este elemento da apresentação não foi liberado pela UER e a emissora anfitriã, a KAN. O Eurovision Song Contest é um evento não político e Madonna tomou conhecimento disso". Os representantes de Madonna responderam dizendo que "uma mensagem de paz não é política". Antes da apresentação, a Campanha Palestina pelo Boicote Acadêmico e Cultural de Israel (PACBI) pediu que Madonna boicotasse o festival em apoio aos palestinos, mas ela rapidamente respondeu a eles dizendo "nunca pare de tocar música para se adequar à agenda política de alguém". Isto mais tarde levou à PACBI comentar: "Cara Madonna, a opressão brutal do Artwashing Israel aos palestinos por um milhão de dólares deve estar entre as mais agendas políticas imorais". Posteriormente, a Corporação Israelita de Radiodifusão Pública processou a Live Nation pela apresentação devido a uma violação dos termos de seu contrato e questões financeiras. No início de 2020, em meio à pandemia de COVID-19, a performance se tornou viral, levantando conspirações sobre como Madonna prenunciou as consequências da humanidade e da própria pandemia. Isso estava de acordo com as referências à máscara de gás, os dançarinos morrendo nas chamas, nas letras de que abordam o futuro e na parte falada de "Dark Ballet".

### Madame X Tour
Madonna incluiu "Future" no repertório da turnê Madame X Tour, que ocorreu entre 2019 e 2020, em uma versão "excitante" como descrita por Selena Fragassi do Chicago Sun-Times. A canção foi apresentada enquanto Madonna tocava um piano, sendo rodeada por um par de dançarinos robóticos com luzes vermelhas em seus olhos, enquanto o telão do palco projetava imagens de destruição urbana e ambiental, com flashes da palavra "atenção". Bradley Stern da revista Paper descreveu a apresentação como "uma peça de piano mais suave", comparada à performance no Eurovisão.

## Créditos
- Madonna — vocais, composição, produção
- Quavo — vocais, composição
- Diplo — composição, produção
- Starrah — composição
- Clement Picard — composição
- Maxine Picard — composição

Créditos adaptados do encarte do álbum Madame X.

## Desempenho nas tabelas musicais
"Future" estreou no número 40 na tabela de canções em língua estrangeira na China, logo alcançando seu pico de número vinte. Em 24 de maio de 2019, a canção estreou em seu pico na posição de número 50 na Escócia. Na tabela de downloads da França, a faixa estreou no número 16. Também na Hungria, "Future" alcançou no trigésimo lugar. Na tabela de downloads do Reino Unido, a música teve como melhor posição a de número 33.
| Tabela musical (2019)                    | Melhor posição |
| ---------------------------------------- | -------------- |
| China (Billboard China)                  | 20             |
| Escócia (OCC)                            | 50             |
| França (SNEP)                            | 16             |
| Hungria (Single Top 40)                  | 30             |
| Reino Unido (UK Singles Downloads Chart) | 33             |